# Hasenbach (Neunkirchen-Seelscheid)
Hasenbach ist ein Ortsteil der Gemeinde Neunkirchen-Seelscheid im Rhein-Sieg-Kreis.

## Lage
Hasenbach liegt auf den Hängen Bergischen Landes. Nachbarorte sind Köbach im Norden, Hermerath im Osten, Broscheid im Süden und Hülscheid im Westen.

## Geschichte
Das Dorf gehörte bis 1969 zur Gemeinde Neunkirchen. Es wuchs durch eine Wochenendhaussiedlung. Daher entstammen die Straßennamen Märchenfiguren und nicht gewachsenen Gemarkungen.
1830 hatte Hassenbach 8 Einwohner. 1845 hatte der Weiler 14 katholische Einwohner in zwei Häusern. 1888 gab es 17 Bewohner in drei Häusern.
1901 hatte das Gehöft 21 Einwohner. Verzeichnet sind die Familien Wirt und Branntweinbrenner Hubert Römer, Wirt August Schröder und Ackerin Witwe Peter Söntgerath.